# Herb Krotoszyna
Herb Krotoszyna – jeden z symboli miasta Krotoszyn i gminy Krotoszyn w postaci herbu.

## Wygląd i symbolika
Herb przedstawia na niebieskim polu dwa skrzyżowane srebrne klucze, u góry srebrną różę ze złotymi listkami i po bokach dwie pojedyncze złote gwiazdy.
Klucze nawiązują do świętego Piotra, patrona pierwotnej fary krotoszyńskiej. Róża nawiązuje do Rozdrażewskich i ich herbu Doliwa przedstawiającego trzy czerwone róże, ustawione w lewo skos na białym pasie. Róża większa u góry zachowała się, listki dwóch mniejszych róż po bokach zamieniły się w gwiazdki.